# Lijst van burgemeesters van Nederlek
Dit is een lijst van burgemeesters van de Nederlandse gemeente Nederlek in de provincie Zuid-Holland. Deze gemeente is op 1 januari 1985 ontstaan uit een fusie van de oude gemeenten Krimpen aan de Lek en Lekkerkerk.
Nederlek ging in 2015 op in de nieuwe gemeente Krimpenerwaard.
| Ambtsperiode | Naam burgemeester                    | Partij of stroming | Bijzonderheden |
| ------------ | ------------------------------------ | ------------------ | -------------- |
| 1985 - 2003  | Bert (A.) van 't Laar                | PvdA               |                |
| 2003 - 2008  | Kees (C.W.) Veerhoek                 | VVD                |                |
| 2008 - 2014  | Trix (B.F.A.) van der Kluit-de Groot | VVD                | waarnemend     |